# Juanma Lillo
Juan Manuel „Juanma“ Lillo Díez (* 2. November 1965 in Tolosa, Guipúzcoa) ist ein spanischer Fußballtrainer. Er ist Co-Trainer von Pep Guardiola bei Manchester City.
Am 20. Dezember 2009 löste er Hugo Sánchez als Cheftrainer bei der UD Almería in der spanischen Primera División ab. Am 20. November 2010 wurde er nach einer 0:8-Heimniederlage gegen den FC Barcelona entlassen. Zuvor trainierte Lillo eine Reihe spanischer Vereine in der 1. und 2. spanischen Liga, sowie den mexikanischen Verein Dorados de Sinaloa, mit dem er am Ende der Saison 2005/06 aus der mexikanischen Primera División abstieg.